# Neostictodora nuttoni
Neostictodora nuttoni är en plattmaskart. Neostictodora nuttoni ingår i släktet Neostictodora och familjen Heterophyidae. Inga underarter finns listade i Catalogue of Life.